# Calamus ledermannianus
Calamus ledermannianus är en enhjärtbladig växtart som beskrevs av Odoardo Beccari. Calamus ledermannianus ingår i släktet Calamus och familjen Arecaceae. Inga underarter finns listade i Catalogue of Life.